# УАнет
УАне́т, ЮАнет, УкрНет чи УкрМережа (англ. UAnet) — сегмент мережі Інтернет українською мовою.
Вебсайти українською складають близько 0,6 % від глобальної мережі, тоді як англійською — ~58,8 %, російською — ~5,3 %, французькою та німецькою по ~3,7 %, італійською ~1,7 %, польською ~1,1 %.
За даними дослідження Центру контент-аналізу, проведеного в період із 15 серпня до 15 вересня 2024 року, темою якого стало співвідношення української та російської мов в українському сегменті Інтернету, після початку повномасштабного російського вторгнення в Україну в 2022 році використання української мови значно зросло, і вона помітно домінує над російською майже в усіх найпопулярніших в Україні соціальних мережах. Однак якщо взяти до уваги заблоковані в Україні російські соціальні мережі, а також тимчасово окуповані Росією території України (зокрема й ті, що окуповані з 2014 року), то українською мовою писалося 56 % повідомлень, тоді як російською — 44 % повідомлень. В українському сегменті Інстаграму українською мовою писалося 87 % повідомлень; Твіттер (X) і Фейсбук за цим показником сягнули 83 % і 79 %, відповідно. Українська практично зрівнялася з російською за використанням в українському сегменті Ютубу (50 %), при цьому трохи поступаючись російській у ТікТок (46 %). Найменша частка написаних українською повідомлень була в російських соцмережах: у ВКонтакті (4 %) і в Однокласниках (1 %).
Українська мова абсолютно переважає серед користувачів соцмереж у більшості регіонів України: в Івано-Франківській (де нею писали 96,2 % від усіх повідомлень), Тернопільській (94,6 %), Львівській (93,9 %), Рівненській (93,0 %), Волинській (89,5 %), Хмельницькій (88,8 %), Київській (87,2 %), Закарпатській (86,8 %), Чернівецькій (86,1 %), Черкаській (84,3 %), Житомирській (84,0 %), Вінницькій (82,6 %), Кіровоградській (80,4 %), Чернігівській (76,2 %), Полтавській (76,0 %), Сумській (75,0 %), Дніпропетровській (65,0 %), Миколаївській (63,8 %), Харківській (60,3 %), Херсонській (55,7 %) та Запорізькій (53,0 %) областях і місті Києві (68,0 %). Також українською була написана меншість повідомлень в Одеській (43,4 %), Донецькій (8,5 %) і Луганській (3,7 %) областях, місті Севастополь (2,8 %) та Автономній Республіці Крим (1,2 %).

## Назва
Часто УАнет визначають як частину Всесвітньої павутини, що належить до національного українського домену .ua, однак таке визначення не відбиває реальної ситуації, тому що «такі? що відносяться до УАнету» (тобто українськомовні)? ресурси можуть розташовуватися в будь-яких доменах, а відповідні сервери можуть фізично перебувати в будь-якій країні світу. До УАнету зазвичай відносять не тільки WWW-сайти, але й українськомовні поштові списки розсилок, IRC-конференції, FTP-сервери, локальні мережі різного масштабу і таке інше. Ними можуть користуватися українськомовні мешканці різних країн. Ймовірно, не слід «відносити чи не відносити до УАнету» ресурси за якимись іншими критеріями, крім мови.
Двобуквений код країни UA встановлений стандартом ISO 3166.
Назва «УАнет», складене з доменного імені та постфікса «нет», який англійською означає «мережа» (net), увійшло у вжиток стихійно в кінці 1990-х років як калька з російського Рунет (термін Рунет винайшов навесні 1997 року Раффі Асланбеков)
За схожим принципом стали називати й деякі інші «сегменти Інтернету» в країнах колишнього СРСР. Так, за «казахським Інтернетом» закріпилася назва «Казнет», за білоруським — «Байнет», узбецьким — «Узнет» і т. д.